# Форні (Техас)
Форні (англ. Forney) — місто (англ. city) в США, в окрузі Кофман штату Техас. Населення — 23 455 осіб (2020).

## Географія
Форні розташоване за координатами 32°45′1″ пн. ш. 96°27′9″ зх. д. / 32.75028° пн. ш. 96.45250° зх. д. (32.750376, -96.452591).  За даними Бюро перепису населення США в 2010 році місто мало площу 34,07 км², з яких 34,03 км² — суходіл та 0,05 км² — водойми. В 2017 році площа становила 37,08 км², з яких 37,03 км² — суходіл та 0,05 км² — водойми.

## Демографія
Згідно з переписом 2010 року, у місті мешкала 14 661 особа в 4784 домогосподарствах у складі 3921 родини. Густота населення становила 430 осіб/км².  Було 4985 помешкань (146/км²).
Расовий склад населення:
| - 80,8 % — білих - 10,0 % — чорних або афроамериканців - 1,1 % — азіатів - 0,7 % — корінних американців - 5,2 % — осіб інших рас |

До двох чи більше рас належало 2,2 %. Частка іспаномовних становила 16,0 % від усіх жителів.
За віковим діапазоном населення розподілялося таким чином: 33,5 % — особи молодші 18 років, 60,3 % — особи у віці 18—64 років, 6,2 % — особи у віці 65 років та старші. Медіана віку мешканця становила 31,7 року. На 100 осіб жіночої статі у місті припадало 93,7 чоловіків;  на 100 жінок у віці від 18 років та старших — 90,7 чоловіків також старших 18 років.
Середній дохід на одне домашнє господарство  становив 86 852 долари США (медіана — 74 718), а середній дохід на одну сім'ю — 91 867 доларів (медіана — 87 045). Медіана доходів становила 61 496 доларів для чоловіків та 45 425 доларів для жінок. За межею бідності перебувало 7,8 % осіб, у тому числі 11,4 % дітей у віці до 18 років та 2,8 % осіб у віці 65 років та старших.
Цивільне працевлаштоване населення становило 7999 осіб. Основні галузі зайнятості: освіта, охорона здоров'я та соціальна допомога — 26,6 %, науковці, спеціалісти, менеджери — 11,8 %, фінанси, страхування та нерухомість — 9,2 %, транспорт — 7,8 %.